# Vlasta Zahrádka
Vlasta Zahrádka (vlastním jménem Vlastislav Zahrádka, 13. května 1965, Třebíč – 30. května 2024, Třebíč) byl český hudebník a podnikatel, hudební kariéru spojil s hudebními skupinami Carmen, Czech Faith No More, Pop Killers, Pátek 13. nebo ZaHRaDa.

## Biografie
Vlastislav Zahrádka se narodil v roce 1965 v Třebíči, vystudoval učiliště v Otrokovicích, obor elektrikář, měl tak po dokončení studia působit v Jaderné elektrárně Dukovany. Formálního hudebního vzdělání nedosáhl, byl hudebním samoukem, ale již na základní škole se zpěvu věnoval v tamním pěveckém sboru. V Otrokovicích začal zpívat v hudební skupině Zkrat, posléze před nástupem na základní vojenskou službu hrál v třebíčské hudební skupině SBD, od roku 1986 působil v třebíčské hudební skupině Carmen, ta se v roce 1989 cca na půl roku rozpadla a Vlasta Zahrádka založil skupinu Pátek 13. Největší slávy skupina Carmen dosáhla mezi lety 1993 a 1998, v roce 1998 tragicky zemřel bubeník skupiny a v roce 1999 odešel ze skupiny Carmen i Vlasta Zahrádka, na pozici zpěváka jej nahradil Petr Bende. Skupina Carmen od roku 2001 hraje pouze jednou ročně výroční koncerty ve Výčapech. V témže roce začal podnikat a prodávat gramofonové desky v Třebíči, od té doby působil také v revivalové skupině Czech Faith No More.
V roce 2012 byla založena hudební skupina Pop Killers, kde Vlastislav Zahrádka zpíval. V roce 2015 jeden z videoklipů skupiny získal ocenění v soutěži iRampa. Hrál například s Vašem Patejdlem, Pavlem Váněm, se skupinou Pop Killers předskakoval americkým Ugly Kid Joe nebo finským Waltari.

## Smrt a odkaz
Vlastislav Zahrádka zemřel po těžké nemoci na konci května roku 2024 ve své prodejně gramodesek v Třebíči. Po rozloučení v kulturním domě Fórum v Třebíči vzniklo před KD Fórum pietní místo, kam lidé mohli přijít vzdát hold. Smutek a upřímnou soustrast blízkým vyjádřil Petr Bende, Petr Hůlka ze skupiny Bagr, Václav Bartoš ze skupiny Fru Fru a Kucharski nebo Ivana Řídká. V červenci roku 2024 se konal ve Výčapech vzpomínkový koncert věnovaný Vlastislavu Zahrádkovi, zahráli tam např. Jaroslav Albert Kronek z Albandu, Martin Malík z Kiss Czech Company, Václav Bartoš z Fru Fru a Kucharski, Mirek Zbožínek z Pulsu nebo Petr Szabó z Bagru. Smutek vyjádřila i Jitka Boho, se kterou společně nahráli hudební album.
V říjnu roku 2024 obdržel Vlasta Zahrádka in memoriam Cenu města Třebíče.